# ایشوارا

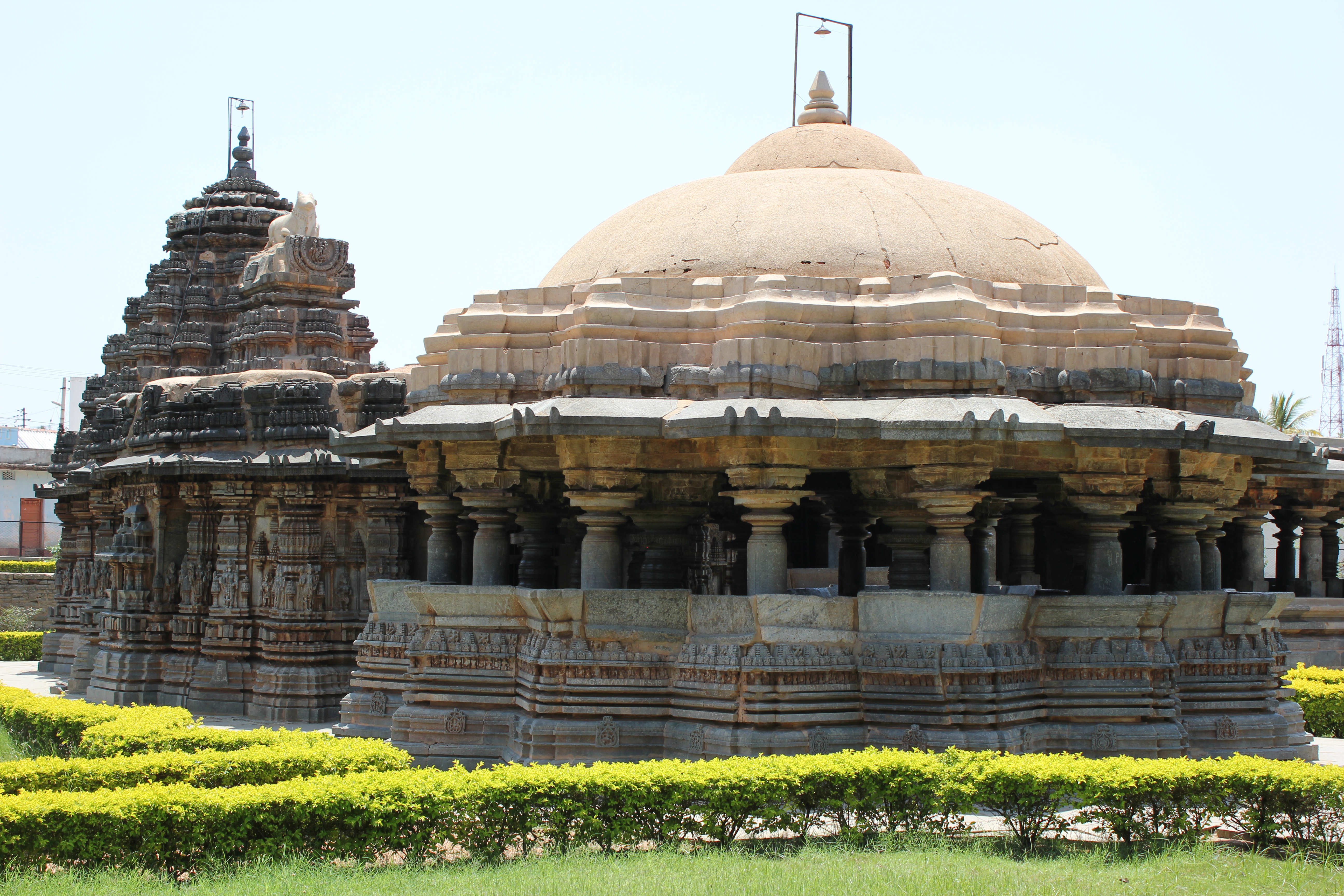
نمای روبرو از معبد ایشوارا در ارس

ایشوِ‌ره به (به سانسکریت: ईश्वर) مفهومی گسترده در هندوئیسم است که بسته به نوع آموزش و دورهٔ زمانی می‌تواند معانی گوناگونی داشته باشد. در نوشته‌های فلسفی کهن هندوستان بسته به بستر صحبت می‌توانست معنی‌هایی همچون روح برتر، فرمانروا، ارباب، شاه، ملکه یا شوهر داشته باشد. در نوشته‌های قرون وسطی هندویی بسته به نوع آموزش هندوئیسم، ایشوارا به معنی خدا، موجود برتر، خدای شخصی یا خویشتن ویژه است.
در شیواپرستی، ایشوارا برابر با شیوا است که گاهی به آن ماهشوارا به معنی ارباب برتر یا خدای شخصی گفته می‌شود. در ویشنوپرستی، ایشوارا برابر با ویشنو است.